# Mangkurtu kutjarra
Mangkurtu kutjarra is een kreeftachtigensoort uit de familie van de Spelaeogriphidae. De wetenschappelijke naam van de soort is voor het eerst geldig gepubliceerd in 2003 door Poore & Humphreys.